# Jean-Louis Curtis
Pour les articles homonymes, voir Curtis.
Jean-Louis Curtis (né Louis Laffitte le 22 mai 1917 à Orthez et mort le 11 novembre 1995 à Paris 13e) est un romancier et essayiste français.

## Repères biographiques
Fils de Pau Laffitte, fabricant de meubles, et de Marie Sarlangue, après des études secondaires menées dans sa ville natale, Orthez (Pyrénées-Atlantiques), Jean-Louis Curtis suit les cours de la faculté de lettres de Bordeaux. Il est ensuite étudiant à la Sorbonne avant de séjourner en Angleterre de septembre 1937 à juillet 1939. Mobilisé en août 1939, il fait partie de l'Armée de l'air à partir de janvier 1940. Il est transféré au Maroc en mai 1940. Démobilisé fin septembre 1940, il rentre en France où il enseigne au lycée de Bayonne. Il passe avec succès l'agrégation d'anglais en 1943. Il est alors professeur d'anglais au lycée de Laon. En août 1944, il participe, au sein du Corps franc Pommiès, à la campagne de libération de la France.
En 1946, il publie son premier roman, Les Jeunes Hommes. En 1947, il est lauréat du prix Goncourt pour son roman Les Forêts de la nuit. En 1955, il quitte l'enseignement pour se consacrer à son travail d'écrivain. Il est également membre, de 1963 à 1972, de la commission d’avances sur recettes au Centre national du cinéma. En 1972, il reçoit le grand prix de littérature de l'Académie française pour l'ensemble de son œuvre. Spécialiste de Shakespeare, il est responsable du sous-titrage français des adaptations télévisées des pièces du dramaturge anglais, produites par la BBC de 1978 à 1985, et diffusées en France au milieu des années 1980. Il est élu membre de l'Académie française en 1986. Il a écrit plusieurs recueils de pastiches sur des événements contemporains : les révoltes estudiantines de mai 1968 et la victoire socialiste en France en mai 1981.

## Hommages
Le romancier Michel Houellebecq lui rend hommage dans un passage de La Carte et le Territoire (prix Goncourt 2010). Il évoque La France m'épuise, comme un recueil réussi de pastiches de Saint-Simon, Chateaubriand, Stendhal ou Balzac ; La Quarantaine comme un livre très réussi, d'une vraie nostalgie, sur la sensation de perte dans le passage de la France traditionnelle au monde moderne ; et pour finir Un jeune couple, en le comparant surtout au livre Les choses de Georges Perec.
Dans son roman Paris Echo, Sebastian Faulks, romancier britannique, cite également Les Forêts de la nuit comme l'un des seuls ouvrages écrits en France dans l'après-guerre donnant une image réaliste de l'Occupation et de la façon dont les Français l'ont vécue au quotidien.

## Œuvre
- Les Jeunes Hommes, Juillard, Paris, 1946 , Prix Cazes
- Les Forêts de la nuit, Julliard, Paris, 1947, Prix Goncourt
- Gibier de potence, Julliard, Paris, 1949
- Haute École, Julliard, Paris, 1950
- Chers corbeaux, Julliard, Paris, 1951
- Les Justes Causes, Julliard, Paris, 1954
- L'Échelle de soie, Julliard, Paris, 1956
- Un Saint au néon, Denoël, coll. « Présence du futur », no 13, Paris, 1956
- La Parade, Julliard, Paris, 1960; réédition: Éditions Gérard & Cie, coll. « Bibliothèque Marabout Géant », no 153, 1962
- Cygne sauvage, Julliard, Paris, 1962
- Traduction du Roi Lear, Gallimard, Paris, 1965
- La Quarantaine, Julliard, Paris, 1966
- Un jeune couple, Julliard, Paris, 1967
- Le Thé sous les cyprès, Julliard, Paris, 1969
- Un miroir le long du chemin, Julliard, Paris, 1969
- Le Roseau pensant, Julliard, Paris, 1971
- La Chine m'inquiète, Grasset, Paris, 1972 - réédité en 1999 dans la collection « Les Cahiers rouges »,  (ISBN 2-246-11362-8)
- Questions à la littérature, Stock, Paris, 1973
- L'Étage noble, Flammarion, Paris, 1976
- L'Horizon dérobé, Flammarion, Paris, 1978
- La Moitié du chemin (tome 2 de l'Horizon dérobé), Flammarion, Paris, 1980
- Le Battement de mon cœur (tome 3 de l'Horizon dérobé), Flammarion, Paris, 1981
- La France m'épuise, Flammarion, Paris, 1982,  (ISBN 2-08-064453-X)
- Le Mauvais Choix (1984), Flammarion, Paris, 1984,  (ISBN 2-08-064615-X)
- Le Temple de l'amour, Flammarion, Paris, 1990,  (ISBN 2-7242-6133-X)
- Une éducation d'écrivain, Flammarion, Paris, 1992,  (ISBN 2-080-6473-18)
- Le Monde comme il va, Les Éditions du Rocher, 1995, (ISBN 2-26-8020371)
- Andromède, Albin Michel, Paris, 1996.

## Adaptations
- 1951 : Gibier de potence, film réalisé par Roger Richebé.
- 1958 : Adélaïde (d'après la nouvelle d'Arthur de Gobineau), téléfilm de Philippe Ducrest.
- 1959 : Macbeth (de la pièce de théâtre de William Shakespeare, téléfilm de Claude Barma, 1re diffusion 20/10/1959
- 1962 : Les Célibataires (d'après le roman d'Henry de Montherlant), téléfilm de Jean Prat.
- 1962 : Les Bostoniennes (du roman d'Henry James), téléfilm d'Yves-André Hubert.
- 1965 : Destins (du roman éponyme de François Mauriac), téléfilm de Pierre Cardinal.
- 1966 : Témoignage irrecevable (de la pièce de théâtre de John Osborne, traduite de l'anglais par Jean-Louis Curtis). Représentée au Théâtre des Mathurins-Marcel Herrand, sur une mise en scène de Claude Regy, le 24/09/1966.
- 1969 : Un jeune couple, film réalisé par René Gainville
- 1976 : La Nuit des rois ou Ce que vous voudrez (de la pièce de théâtre de William Shakespeare, traduite de l'anglais par Jean-Louis Curtis). Spectacle de la Comédie-Française, représenté à l'Odéon-Théâtre de l'Europe, sur une mise en scène de Terry Hands, le 26/02/1976.
- 1986 : Le Cri de la chouette (du roman d'Hervé Bazin), téléfilm d'Yves-André Hubert.
- 1988 : Le Roi Lear (de la pièce de théâtre de William Shakespeare, traduite de l'anglais par Jean-Louis Curtis), mise en scène de Jacques Kraemer. Boulogne-Billancourt, Théâtre de l'Ouest parisien, 14/04/1988

## Traductions
Certaines de ces traductions (Richard II, Le Prince de Hombourg), telles que consacrées par Vilar à Avignon, ne sont pas de Jean-Louis Curtis, mais de Jean Curtis (né en 1920, normalien de la rue d'Ulm promotion 1940, mort en 1996, agrégé d'anglais, traducteur des organisations internationales) à qui M. Lafitte avait demandé la permission d'utiliser son nom comme pseudonyme.
- 1947 : La Tragédie du roi Richard II (de la pièce de théâtre de William Shakespeare), mise en scène de Jean Vilar. Spectacle d'ouverture de la 1re Semaine d'Art en Avignon, Cour d'honneur du Palais des papes, 04/09/1947.
- 1952 : Le Prince de Hombourg (de la pièce de théâtre de Heinrich von Kleist), mise en scène de Jean Vilar, musique de Maurice Jarre, avec Jeanne Moreau, Gérard Philipe, Jean Négroni, et al... Spectacle du Théâtre national populaire, créé à Paris en 1951, représenté au 6e Festival d'art dramatique d'Avignon, dans la Cour d'honneur du Palais des papes, le 18/07/1952.
- 1956 : Le Thé de Mrs Goodman (du roman de Philip Toynbee (en)). Denoël (coll. Le Temps libre), Paris, 1956.
- 1959 : Macbeth (de la pièce de théâtre de William Shakespeare), réalisation de Claude Barma, musique de Georges Delerue. 1re diffusion : 20/10/1959.
- 1968 : Témoignage irrecevable (de la pièce de théâtre de John Osborne). Gallimard (Coll. Théâtre du monde entier), Paris, 1968.
- 1972 : Richard III (de la pièce de théâtre de William Shakespeare), mise en scène de Terry Hands. Spectacle de la Comédie-Française, 26e Festival d'Avignon, Palais des papes, 15/07/1972.
- 1974 : Périclès, Prince de Tyr, (de la pièce de théâtre de William Shakespeare), adaptation de Jean-Louis Curtis, mise en scène de Terry Hands. Création de la Comédie-Française, Paris, 21/01/1974.
- 1975 : Les Ailes de la colombe (du roman d'Henry James), adaptation de Christopher Taylor, réalisation de Daniel Georgeot, sur une mise en scène de Michel Fagadau. 1re diffusion : 11/01/1975 (3e chaîne).
- 1976 : La Nuit des Rois ou Ce que vous voudrez (de la pièce de théâtre de William Shakespeare). Texte publié par la Comédie-Française, Paris, 1976.
- 1986 : La Tempête (de la pièce de théâtre de William Shakespeare), mise en scène d'Alfredo Arias. Spectacle du Groupe Tse et du Centre dramatique national d'Aubervilliers, 21/10/1986.

## Décorations
- Officier de la Légion d'honneur[Quand ?]
- Commandeur de l'ordre des Arts et des Lettres (20 avril 1995[10])
  - Officier en 1988[11]